# 劉宗周

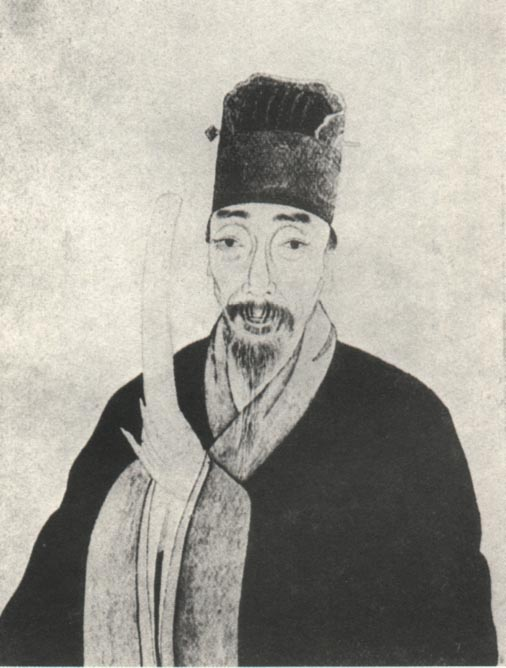
劉宗周

劉 宗周（りゅう そうしゅう、1578年 - 1645年）は、中国明末の儒学者。陽明学を重んじた。字は起東。号は念台。学生は蕺山（しゅうざん）先生と呼んだ。もとの名は憲章。紹興府山陰県（現在の浙江省紹興市越城区）の出身。

## 略歴
劉坡の遺腹の子。幼い頃は貧窮のため母に従い会稽県の母方の祖父の章穎の家で育てられた。会稽章家の子孫には浙東学派の章学誠がいる。
万暦29年（1601年）、24歳で進士に及第し、行人を授けられた。26歳の時、王陽明の学友の湛若水の弟子である許孚遠に師事した。34歳の時、山陰県の北の蕺山（しゅうざん）に書院を開き講学した。
天啓元年（1621年）、44歳の時、礼部主事となり、光禄寺丞、尚宝司少卿、太僕寺少卿を歴任した。天啓4年（1624年）、右通政となるが、魏忠賢のために弾劾されて罷免された。
崇禎帝が即位すると（1628年）、再び召されて順天府尹、工部侍郎、南京左都御史を歴任した。
崇禎5年（1632年）、55歳の時には高攀龍の要請に応じ、東林書院で講学している。
清の順治2年（1645年）、清軍により杭州が落とされると、絶食すること20日にして死去した。

## 思想
理気論に関しては「天地の間に盈ちるは一気のみ」「理は即ち是れ気の理、断然として気の先に在らず、気の外に在らず」と気一元論を唱え、万物は「即有即無」の気が変化してできると主張した。また「心を離れて性なく、気を離れて理なし」と心を主宰として気が性・理を貫通するとし、王陽明の「致良知」説を改め「慎独」説を唱え、「善を好み、悪を悪む」誠意を工夫する実践学を主張した。
その弟子には、黄宗羲や陳確・張履祥といった人がおり、清初の学術に大きな影響を与えている。
また、日本でも幕末期に注目され、春日潜菴・池田草菴といった思想家に影響を与え、「人譜」などの著作が日本でも和刻され児童啓蒙書として普及した。
著書には「周易古文鈔」「易衍」「易図説」「聖学宗要」「原旨」「論語学案」「学言」「人譜」「人譜類記」「道統録」「陽明伝信録」「証人社約言」などがあり、『劉子全書』『劉子全書遺編』に収められている。